# Écosse-Géorgie en rugby à XV
Cet article présente l'historique des confrontations entre l'équipe d'Écosse et l'équipe de Géorgie en rugby à XV. Les deux équipes se sont affrontées à 6 reprises dont une en Coupe du monde. Les Écossais ont remporté les 6 rencontres.

## Les confrontations
Voici la liste des confrontations entre ces deux équipes :
| No | Date              | Lieu                                       | Match            | Score   | Compétition              |
| -- | ----------------- | ------------------------------------------ | ---------------- | ------- | ------------------------ |
| 1  | 14 septembre 2011 | Rugby Park, Invercargill, Nouvelle-Zélande | Écosse – Géorgie | 15 – 6  | Coupe du monde (poule B) |
| 2  | 26 novembre 2016  | Rugby Park, Kilmarnock, Écosse             | Écosse – Géorgie | 43 – 16 | Test match               |
| 3  | 31 août 2019      | Stade Boris-Paichadze, Tbilissi Géorgie    | Géorgie – Écosse | 10 – 44 | Test match               |
| 4  | 6 septembre 2019  | Murrayfield Stadium, Édimbourg Écosse      | Écosse – Géorgie | 36 – 9  | Test match               |
| 5  | 23 octobre 2020   | Murrayfield Stadium, Édimbourg Écosse      | Écosse – Géorgie | 48 – 7  | Test match               |
| 6  | 26 août 2023      | Murrayfield Stadium, Édimbourg Écosse      | Écosse – Géorgie | 33 – 6  | Test match               |

### Confrontations non-officielles
| No | Date             | Lieu                                     | Match              | Score   | Compétition       |
| -- | ---------------- | ---------------------------------------- | ------------------ | ------- | ----------------- |
| 1  | 14 novembre 2008 | Firhill Stadium, Glasgow Écosse          | Écosse A – Géorgie | 69 – 3  | Test match        |
| 2  | 11 juin 2010     | Stade Arcul de Triumf, Bucarest Roumanie | Écosse A – Géorgie | 21 – 22 | Coupe des nations |